# International Food Standard
Organizace IFS (International Featured Standards) je neziskovou organizací, která spravuje mezinárodní standardy IFS Food, IFS Logistics, IFS Cash & Carry, IFS HPC a IFS Brokers. Na tvorbě standardů IFS se podílely německé (HDE), francouzské (FCD) a italské (ANCC, ANCD) maloobchodní svazy ve spolupráci s výrobci, certifikačními orgány a uživateli standardu. Standardy se týkají bezpečnosti výrobků, dodržování legislativních požadavků a systému managementu kvality. Standardy byly navrženy tak, aby pomáhaly organizacím zajistit splnění požadavků zákazníků.
Hlavním cílem IFS je vytvořit společný standard s jednotným systémem hodnocení, který bude akreditovaný a který svým hodnocením dokáže srovnat a transparentně posoudit kvalitu v rámci celého dodavatelského řetězce.
Organizace IFS mimo publikací standardů IFS získává pro svou činnost finanční prostředky z poplatků, které platí certifikační orgány za nahrání auditní zprávy do systému IFS. Všechny příjmy IFS organizace jsou pak použity na zlepšení globálního IFS systému (překlady, provoz webových stránek, auditního portálu, atd.).
IFS poskytuje k dispozici všechny nutné informace prostřednictvím online databanky. Všechny zprávy o provedených auditech, plány opatření a certifikáty jsou uloženy na webových stránkách v registrované části. Do této registrované části mají přístup pouze registrovaní obchodníci, jejichž podniky jsou certifikovány podle standardu IFS.

## IFS Food
Standard IFS Food vznikl z požadavků německých a francouzských obchodních řetězců jako všeobecný standard na bezpečnost potravin v obchodních řetězcích. IFS Food je určeno společnostem, které zpracovávají potraviny a nebalené produkty. Obchodní řetězce často vyžadují certifikaci IFS po svých dodavatelích, kteří jim dodávají potraviny pod privátní značkou řetězce. IFS audit je však určen i společnostem, které provádí balení potravin, při kterém může dojít k riziku kontaminace.

## IFS Logistics
IFS Logistics je určen společnostem, které pracují již se zabalenými potravinářskými produkty a řeší jejich uskladnění, přepravu a distribuci. Pokud má potravinářská společnost IFS Food, nemusí být auditovaná speciálně na IFS Logistics, protože v rámci IFS Food je kapitola, která zahrnuje také dopravu a skladování zboží.